# Municipio de Lincoln (condado de Caldwell)
El municipio de Lincoln (en inglés: Lincoln Township) es un municipio ubicado en el condado de Caldwell en el estado estadounidense de Misuri. En el año 2010 tenía una población de 419 habitantes y una densidad poblacional de 4,43 personas por km².

## Geografía
El municipio de Lincoln se encuentra ubicado en las coordenadas 39°34′32″N 93°56′3″O / 39.57556, -93.93417. Según la Oficina del Censo de los Estados Unidos, el municipio tiene una superficie total de 94.54 km², de la cual 93,92 km² corresponden a tierra firme y (0,65 %) 0,62 km² es agua.

## Demografía
Según el censo de 2010, había 419 personas residiendo en el municipio de Lincoln. La densidad de población era de 4,43 hab./km². De los 419 habitantes, el municipio de Lincoln estaba compuesto por el 96,18 % blancos, el 0,24 % eran afroamericanos, el 1,67 % eran amerindios, el 0,24 % eran asiáticos, el 1,19 % eran de otras razas y el 0,48 % eran de una mezcla de razas. Del total de la población el 1,91 % eran hispanos o latinos de cualquier raza.